# HD 38309
HD 38309，又名BD+03 1025，SAO 113099、HR 1978，是一颗恒星，视星等为6.09，位于銀經201.57，銀緯-12.81，其B1900.0坐标为赤經5h 39m 45.1s，赤緯+3° -12.81′ 57″。